# Пенхеже
Пенхеже (пол. Pęcherze) — село в Польщі, у гміні Дзежґово Млавського повіту Мазовецького воєводства.
Населення — 11 осіб (2011).
У 1975-1998 роках село належало до Цехановського воєводства.

## Демографія
Демографічна структура станом на 31 березня 2011 року:
|          | Загалом | Допрацездатний вік | Працездатний вік | Постпрацездатний вік |
| -------- | ------- | ------------------ | ---------------- | -------------------- |
| Чоловіки | 4       | 0                  | 3                | 1                    |
| Жінки    | 7       | 0                  | 4                | 3                    |
| Разом    | 11      | 0                  | 7                | 4                    |